# Donuctenusa fiorii
Donuctenusa fiorii är en fjärilsart som beskrevs av Emilio Berio 1940. Donuctenusa fiorii ingår i släktet Donuctenusa och familjen nattflyn. Inga underarter finns listade i Catalogue of Life.